# Ulla Lindkvist
Ulla Lindkvist (30 agosto 1939 – 6 agosto 2015) è stata un'orientista svedese.
Ha vinto nel 1966 e nel 1968 i campionati mondiali di orientamento individuali ed è arrivata seconda nel 1970. Vinse i mondiali a staffetta nel 1970 come membro della squadra svedese, partecipando anche nel team che ha ottenuto le medaglie d'argento nel 1968 e 1972.